# All in the Family (film 1975)
All in the Family (花飛滿城春, Hua fei man cheng chun) è un film del 1975 diretto da Mu Chu di genere commedia erotica, prodotto dalla Golden Harvest e interpretato da Linda Chu, James Tien e Dean Shek. La pellicola è nota per la presenza dei "fratelli dragoni" Jackie Chan e Sammo Hung in piccoli camei. Insieme a Shinjiku Incident (2009) è l'unico film in cui Chan viene mostrato durante una scena di sesso. A tal proposito Jackie in un'intervista rilasciata al Times, nel 2006, che era abitudine per molte star dell'epoca dover apparire in questo genere di pellicole, soprattutto poi quando ancora non si era raggiunta la fama e che pur di guadagnare si accettava tutto.

## Trama
Il signor Hu morente richiama al suo capezzale la famiglia. Dopo la sua scomparsa i suoi tre figli si dividono gli affetti personali, lasciando la madre e la sorella senza niente. Le due donne decidono di vendicarsi. La sorella sparge la voce che la mamma è diventata molto ricca e i tre figli si ripresentano mostrandosi affettuosi con lo scopo di arrivare alla sua fortuna. La donna, invaghitasi di un giovane conducente di rickshaw, Little Tang (Jackie Chan), decide di lasciare a lui la sua fortuna, intrattenendosi con lui sessualmente. Ma il ragazzo, in realtà, è innamorato di Lin Tze, una ragazza sposata. Problemi a non finire si verificheranno.

## Incassi
Il film, uscito nelle sale l'8 febbraio 1975, ha incassato HK $ 1.062.710,50.